# マナスパーク
『マナスパーク』（Mana Spark）は、ブラジルのインディーゲームスタジオであるBEHEMUTTとKishimoto Studiosが開発したアクションRPG。

## 概要
力の源泉とされる「マナ」を行使する怪物の支配下にある世界で奴隷となっていた人間たちが決起し、怪物たちのいるダンジョンの奥底を目指す物語。プレイヤーは複数の操作キャラクターから1人を選び、多層のダンジョンを攻略していく。ダンジョンは、プレイごとにフロアの構成が変化するローグライクゲームの形式を用いている。
開発のBEHEMUTTとKishimoto Studiosにとって本作は初の商用ソフトで、2015年の第3四半期頃よりBEHEMUTTがプロトタイプの制作を開始し、2016年よりKishimoto Studiosが正式に開発に加わった。影響を受けた作品として、モンスターハンターシリーズとDARK SOULSシリーズの戦闘システムや、『The Binding of Isaac』『Risk of Rain』のローグライク要素を挙げている。
PC版では2020年3月31日に、Nintendo Switch版では同年9月4日に追加コンテンツ「Forgotten Crypts」の無料配信が行われた。これにより、新たなキャラクター、シナリオ、敵、スキル、アイテム、2人協力プレイモードが追加された。

## システム
前述のように、各フロアの構成はプレイごとに変化する。次のフロアへ向かう階段のある部屋は施錠されており、別の部屋にある対応スイッチを全て切り替えて開錠する必要がある。道中では、対価を支払いアイテムを入手できる「奇妙な部屋」のあるフロアやボス敵のいるフロアが存在する。
ゲームオーバーになると所持アイテムや所持金を失い、最初のフロアからやり直すことになる。この際、「運試し」を選択すると、操作キャラクター・所持アイテム・所持金等がランダムで決定された状態で再プレイできる。
拠点となる「ブラビューラ・ベースキャンプ」では、ゲームの進行により4人の人物が現れ、ダンジョンで手に入るアイテム「ルーン」を彼らに一定数渡すごとに各種要素が開放される。開放状況はゲームオーバー後も引き継がれる。
- レシピ - 各料理のうち一つを選択し、ライフ、攻撃力、攻撃速度、金の入手しやすさを上昇させることができる。
- 鍛冶屋 - ダンジョンに持ち込む補助アイテムを一つ選択する。追加でルーンを消費するとアイテムの能力が強化される。
- 研究 - 倒したモンスターの種類やダンジョン各所にある書物の内容を閲覧できる。ルーンを消費して特定のモンスター1体を選択すると、ダンジョン内でそのモンスターを弱体化できる。
- スキル - ダンジョン内で発揮できる各種能力を習得する。「Forgotten Crypts」より追加。

## 操作キャラクター
ゲーム開始直後に操作できるのはエリスのみで、他のキャラクターはダンジョン内で出会うことで追加される。
2人プレイの場合、2プレイヤーは犬を操作する。犬には個別のライフがなく、噛みつき攻撃と石化攻撃を行う。
エリス (Ellis)
ハンター。弓で攻撃する。攻撃後の再攻撃には数秒の待ちを要する。
ジャシカ (Jasika)
クロスボウガード。クロスボウを用い、エリスよりも速く矢を再装填する。初期ライフが少ない。
ワイヤット (Wyatt)
戦士。剣による直接攻撃のみを行う。初期ライフが多い。
ガリアナ (Galiana)
博物学者。「Forgotten Crypts」の追加キャラクター。ブーメランで攻撃する。1人プレイ時には、同行する犬が独自の判断で敵を攻撃する。

## 評価
- SBGames Curitiba 2017「Melhor Design（ベストデザイン）」「Melhor Jogo（ベストゲーム）」ノミネート[5]
- BIG Festival Awards 2019 「Best Brazillian Game」「Best Gameplay」ノミネート[6]